# Dare (singel)
Dare (stylizowane na "挑戦 (DARE)") – drugi singel zespołu Gorillaz pochodzący z albumu Demon Days. Został wydany 29 sierpnia 2005 roku. Piosenka została wykonana przez Rosie Wilson (jako Noodle) wraz Shaunem Ryderem. Singel został wydany w wersji 2 płytowej CD wraz z płytą DVD.

## Zawartość płyt

### Wielka Brytania
CD 1 CDR6668
1. Dare – 4:04
2. Clint Eastwood – (live – feat. De La Soul i Bootie Brown); 5:43

CD 2 CDRS6668
1. Dare – 4:04
2. Highway (Under Construction)
3. Dare (Soulwax Remix)

DVD DVDR6668
1. Dare(Video)
2. Dare (Animatic)
3. People
4. Samba At 13

### Australia
- Singel wydany piątego września 2005 przez Capitol Records
- CD 3352540

1. "Dare"
2. "Highway (Under Construction)"
3. "Dare (Soulwax Remix)"
4. "Dare" (video)

- Limited edition CD 3404600

1. "Dare"
2. "Highway (Under Construction)"
3. "Dare" (Soulwax Remix)
4. "Feel Good Inc." (single edit)
5. "Dare" (video)

### Japonia
- EP TOCP 61104 wydany 7 września 2005 przez Toshiba-EMI

1. "Dare" (featuring Shaun Ryder) – 4:04
2. "Highway (Under Construction)"
3. "Dare (Soulwax Remix)" – 5:43
4. "Clint Eastwood" (z udziałem De La Soul i Bootie Brown, koncert na żywo w Sarm Studios, czerwiec 2005)
5. "Dare" (video)

## 30 Ton Lista Przebojów
| 30 Ton Lista Przebojów |           |       |       |       |       |       |       |
| Data notowania (2005)  | 01/10     | 08/10 | 15/10 | 22/10 | 29/10 | 06/11 | 12/11 |
| Pozycja                | 23 nowość | 25    | 26    | 25    | brak  | brak  | 28    |